# Eileen Kramer

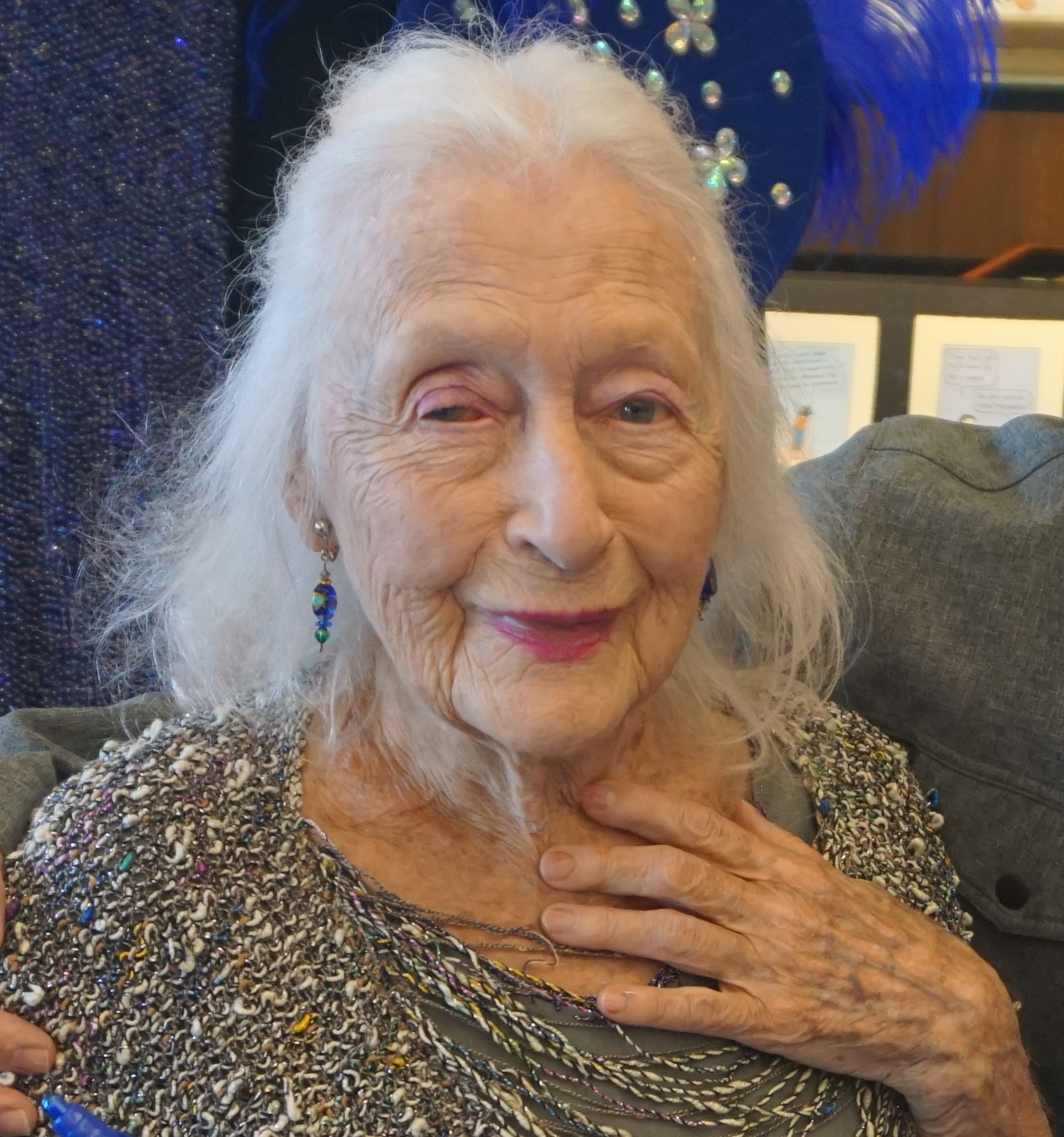
Eileen Kramer (2019)

Eileen Stellar Kramer (geboren am 8. November 1914 in Sydney; gestorben am 15. November 2024) war eine australische Tänzerin, Choreografin, Malerin, Autorin und Supercentenarian.

## Leben

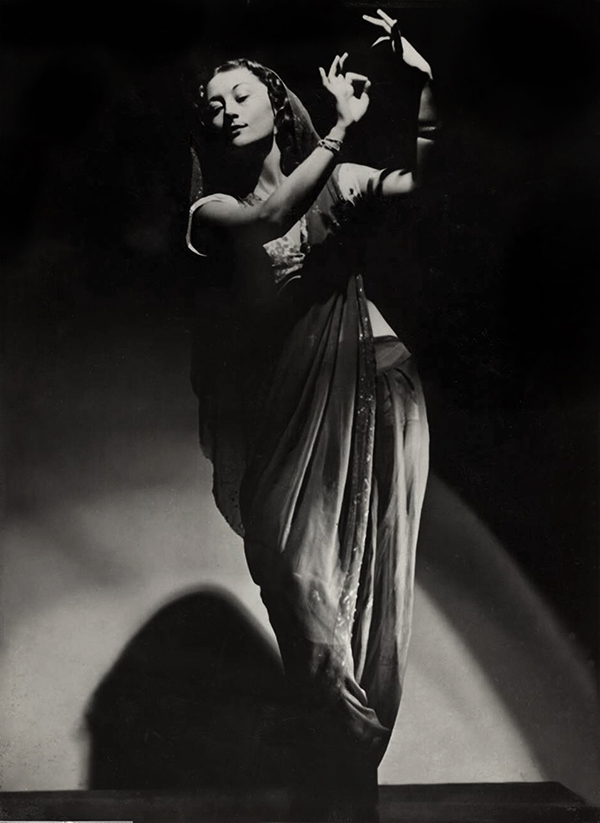
Eileen Kramer um 1952

Kramer wuchs in Sydney auf und besuchte dort das Conservatorium of Music. Sie war Schülerin der Tänzerin Gertrud Bodenwieser und zehn Jahre lang mit dem Bodenwieser Ballett auf Tournee. 1959 reiste sie durch Indien, Pakistan, Afrika, Europa und arbeitete mehrere Jahrzehnte in den USA.
2013 kehrte sie nach Australien zurück und stand im November 2017 wieder auf der Bühne. 2015 wurde sie von der australischen Bank Westpac und der Wirtschaftszeitung The Australian Financial Review als eine der 100 einflussreichsten Frauen des Landes ausgezeichnet. Als Malerin reichte sie 2019 ein Selbstporträt für den Archibald Prize ein.
Eileen Kramer starb am 15. November 2024. Sie war mit 110 Jahren und 7 Tagen die älteste lebende Frau im australischen Bundesstaat New South Wales.

## Schriften
- Walkabout Dancer. Trafford Publishing, Victoria 2008, ISBN 978-1-4251-7359-3
- The Heliotropians. Trafford Publishing, Victoria 2009, ISBN 978-1-4269-1882-7
- Elephants and Other Stories. Basic Shapes Publishing, 2021, ISBN 978-0-6451943-0-2
- Life Keeps Me Dancing. Pan Macmillan Australia, Sydney 2023, ISBN 978-1-76126-653-9